# Erythrolamprus macrosomus
Erythrolamprus macrosomus — вид змій родини полозових (Colubridae). Мешкає в Південній Америці.

## Поширення і екологія
Erythrolamprus macrosomus мешкають в Бразилії, Болівії, Аргентині і Парагваї. Вони живуть у напівлистяних тропічних лісах.